# Dattenberg
Dattenberg là một đô thị thuộc huyện Neuwied, bang Rheinland-Pfalz, phía tây nước Đức. Đô thị Dattenberg có diện tích 9,33 km², dân số thời điểm ngày 31 tháng 12 năm 2006 là 1610 người.